# Delphinium mirabile
Delphinium mirabile là một loài thực vật có hoa trong họ Mao lương. Loài này được Serg. mô tả khoa học đầu tiên năm 1930.